# TK-202
Il TK-202 è stato il secondo sottomarino della classe Typhoon costruito. Impostato presso il cantiere Sevmash di Severodvinsk, ha prestato servizio nella Flotta del Nord ed è stato demolito nel 2000.

## Storia
La costruzione del TK-202 iniziò presso il cantiere Sevmash di Severodvinsk il 1º ottobre 1980, e lo scafo del sottomarino fu varato il 26 aprile 1982. Entrato in servizio nella marina sovietica il 28 dicembre 1983, fu inquadrato nella 18ª Divisione della Flotta del Nord.
Il 28 aprile 1986, il sottomarino finì in una rete a strascico. Tra il 20 settembre 1989 ed il 1º ottobre 1994 fu sottoposto a lavori di riparazione. Nel 1997 fu posto fuori servizio per essere "ricaricato" di combustibile nucleare. Tuttavia, non rientrò mai in servizio, e venne demolito tra il 2003 ed il 2005.